# Мартынюк, Леонид Дмитриевич
Леони́д Дми́триевич Мартыню́к (род. 2 сентября 1947, Ухта) — советский и российский тренер по боксу. Тренер ухтинских ДЮСШ и ШВСМ, личный тренер участника Олимпийских игр, двукратного чемпиона России, чемпиона Европы среди юниоров Эдуарда Захарова. Заслуженный тренер России (1993).

## Биография
Леонид Мартынюк родился 2 сентября 1947 года в городе Ухта, Республика Коми. Активно заниматься боксом начал в возрасте пятнадцати лет в 1962 году, проходил подготовку под руководством тренера Владимира Герасимовича Дуброва. Как боксёр семь раз побеждал на республиканских первенствах и чемпионатах, выполнил норматив кандидата в мастера спорта.
После завершения карьеры спортсмена начиная с 1971 года в течение многих лет осуществлял тренерскую деятельность в местной Детско-юношеской спортивной школе, затем в период 1996—2002 годов занимал должность старшего тренера Школы высшего спортивного мастерства Минспорттуризма. Работал тренером-преподавателем в Институте физической культуры и спорта Уральского государственного технического университета — УПИ.
За долгие годы тренерской работы подготовил ряд титулованных спортсменов, добившихся успеха на международной арене, в том числе восемь мастеров спорта и одного мастера спорта международного класса. Один из самых известных его учеников — МСМК Эдуард Захаров, двукратный чемпион России, чемпион Европы среди юниоров, участник летних Олимпийских игр в Атланте. Его воспитанником является известный российский специалист Валерий Энтальцев, так же ставший тренером. За выдающиеся достижения на тренерском поприще в 1993 году Леонид Мартынюк был удостоен почётного звания «Заслуженный тренер России».
Награждён золотой медалью советского фонда мира «За укрепление мира». Награжден грамотой правительства Республики Коми (2001).
В 2004—2011 годах был учредителем Регионального фонда Эдуарда Захарова.